# Joan Garriga i Massó
Joan Garriga i Massó (Barcelona, 1871 - 29 de març de 1956) fou un advocat i polític català, diputat a les Corts Espanyoles durant la restauració borbònica.
Té una important avinguda dedicat a la ciutat de la Seu d'Urgell on residí durant anys. El nom de l'avinguda és Avinguda de Joan Garriga i Massó.

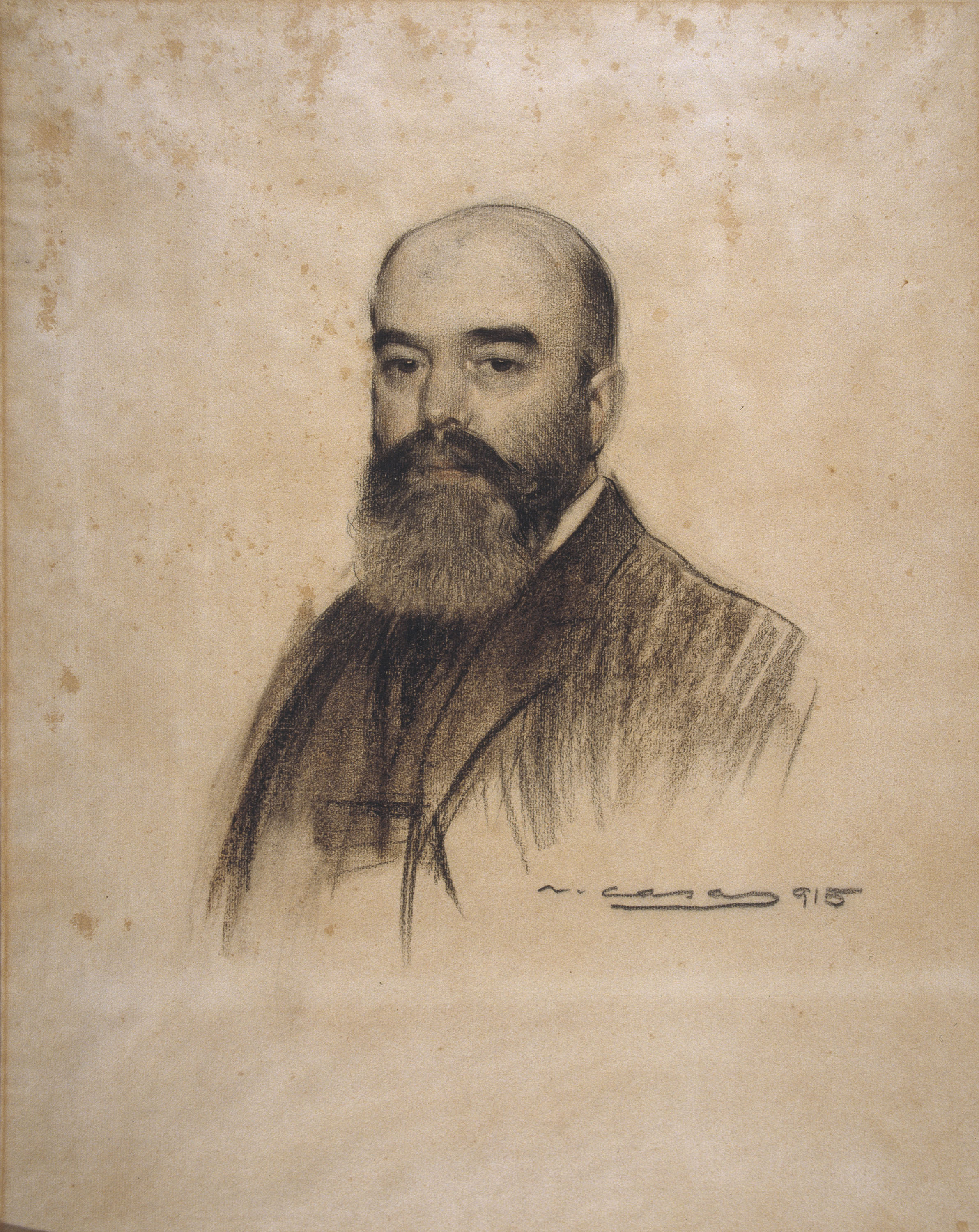
Joan Garriga i Massó vist per Ramon Casas (MNAC)

Era fill de Jaume Farriga i Miquel advocat i de Felissa Massó i Verdaguer (1841-1911) natural de Blanes. Es llicencià en dret i col·laborà a La Veu de Catalunya i a Revista Jurídica de Catalunya, però es dedicà a gestionar les terres de la seva família a Sant Feliu de Llobregat. Així fou dirigent de l'Institut Agrícola Català de Sant Isidre i directiu de la Cambra Oficial de Comerç, Indústria i Navegació de Barcelona.
El 1892 va ingressar a la Unió Catalanista, i fou un dels delegats que va acordar les Bases de Manresa. Poc després ingressà a la Lliga Regionalista, però el 1902 l'abandonà per a ingressar al Partido Democrático Español de José Canalejas y Méndez, amb el que fou elegit diputat per la Seu d'Urgell a les eleccions generals espanyoles de 1905. El 1906, però, abandonà el partit i a les eleccions generals espanyoles de 1907 fou elegit diputat com a independent dins les llistes de la Solidaritat Catalana. Posteriorment tornà a la Lliga Regionalista, amb la que fou escollit novament diputat per la Seu a les eleccions de 1910 i per Barcelona a les de 1914. Amb l'esclat de la Primera Guerra Mundial, es posicionà a favor de França. De 1920 a 1923 fou senador. Després deixà la política i exercí com a membre de la Societat Econòmica Barcelonesa d'Amics del País, entitat que presidí entre 1921 i 1922, i de la Reial Acadèmia de Jurisprudència i Legislació de Catalunya.

## Obres
- Contribució a l'estudi de l'actual conflicte agrari de Catalunya (1933)